# 乔治·莱格
喬治·萊格(Georges Leygues，法語發音：[ʒɔʁʒ lɛjɡ]; 1857年10月26日—1933年9月2日) 法国第三共和国政治家。他在担任海军部长期间曾与海军参谋长亨利·萨隆(Henri Salaun)上将尝试优先获得海军军备重整，但由于马其诺防线未获成功。
萊格出生在法国阿基坦洛特-加龙省洛特河畔新城(Villeneuve-sur-Lot)。

## 莱格内阁 (1920-1921)
- 喬治·萊格 – 部长会议主席和外交部长
- 安德烈·勒费弗尔(André Lefèvre) – 陆军部长
- 特奥多尔·斯梯格(Théodore Steeg) – 内政部长
- 弗雷德里克·弗朗索瓦-马绍尔(Frédéric François-Marsal) – 财政部长
- 保罗·茹尔丹(Paul Jourdain) – 劳工部长
- 古斯塔夫·洛皮托(Gustave L'Hopiteau) – 司法部长
- 阿道夫·朗德里(Adolphe Landry) – 海军部长
- 安德烈·奥诺拉(André Honnorat) – 公共教育和美术部长
- 安德烈·马其诺(André Maginot) – 战争养老金、补贴和津贴部长
- 约瑟夫·里卡尔德(Joseph Ricard) – 农业部长
- 阿尔贝·萨罗(Albert Sarraut) – 殖民地部长
- 伊夫·勒特罗克尔(Yves Le Trocquer) – 公共工程部长
- 奥古斯特·伊萨克(Auguste Isaac) – 工商部长
- 埃米勒·奥吉耶(Émile Ogier) – 解放区部长

更换
- 1920年12月16日 – 弗拉明纽斯·拉伊贝蒂(Flaminius Raiberti)接替勒费弗尔任陆军部长.

## 纪念
两种法国军舰曾被命名为乔治·莱格:
- 轻型巡洋舰乔治·莱格级，参加过二战
- F70型乔治·莱格号护卫舰（英语：French frigate Georges Leygues），已在2014年除役